# でんでん太鼓

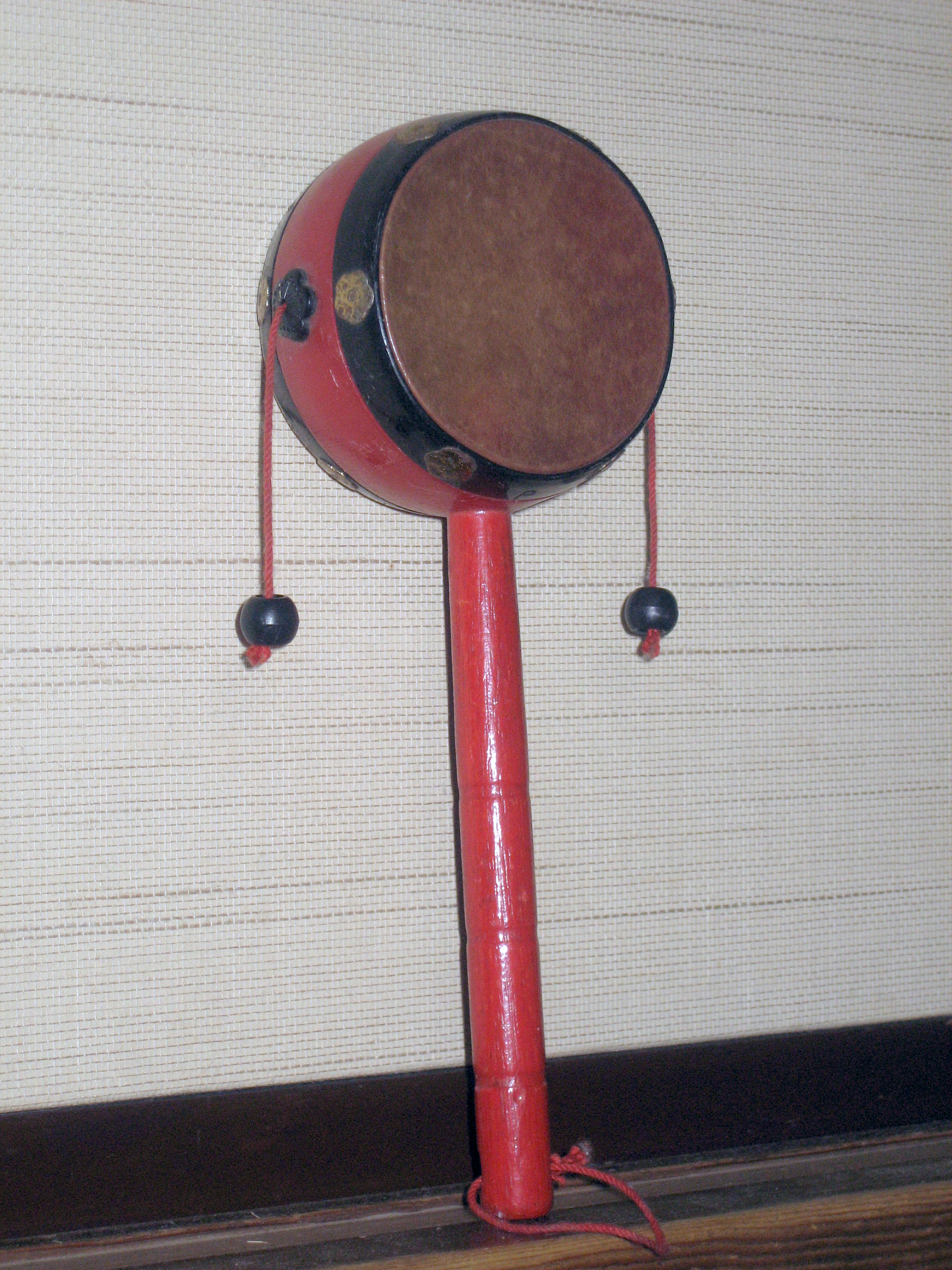
でんでん太鼓

でんでん太鼓（でんでんだいこ）は、日本の民芸玩具。棒状の持ち手がついた小さな太鼓の両側に紐があり、その先には玉が結びつけてある。持ち手を高速で往復回転させることにより、玉が太鼓の膜に当たり、音を立てる。雅楽で用いられる「振鼓」（ふりつづみ）をモデルとしている。
太鼓と名がつくものの、楽器として用いられることはほとんどなく、小さな子供をあやす“がらがら”と同じように用いられるのが一般的である。

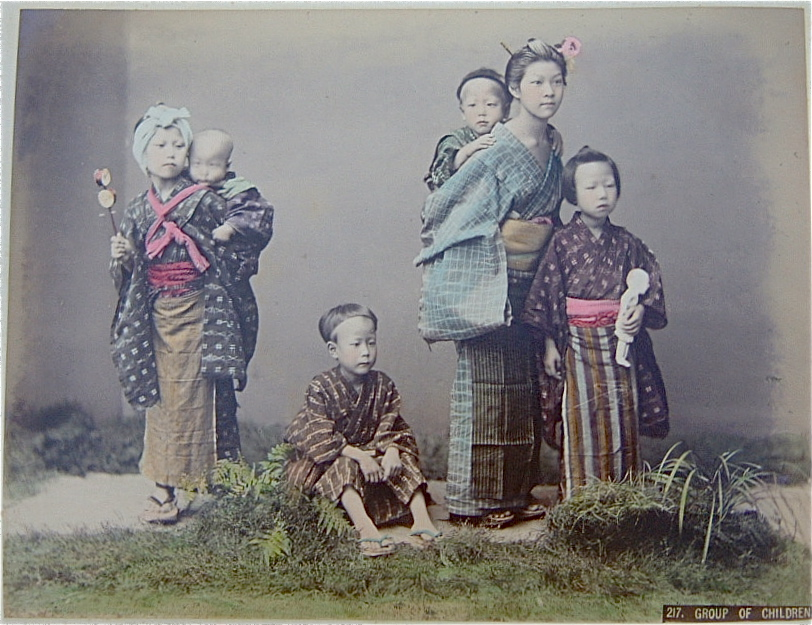
でんでん太鼓で子守りをする娘(写真左)

## 世界のでんでん太鼓
紐に付いた玉で鳴らす、でんでん太鼓と同様の原理の楽器は世界各地に見られる。中国では古く「鼗」（とう、「鞀」とも書く）という鼓が存在した。近代では「波浪鼓」と呼んで、物売りが使用したり、子供のおもちゃとして使われた。
インドではシヴァ神が持つダマル（チベット語: ཌ་མ་རུ།）（ダムルとも）という鼓にひもをつけて鳴らすことがある。宗教的な目的でチベットでも用いられる。

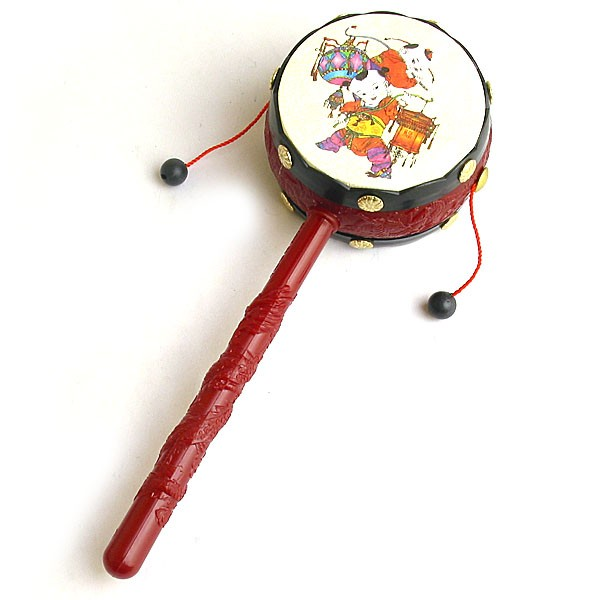
中国の波浪鼓
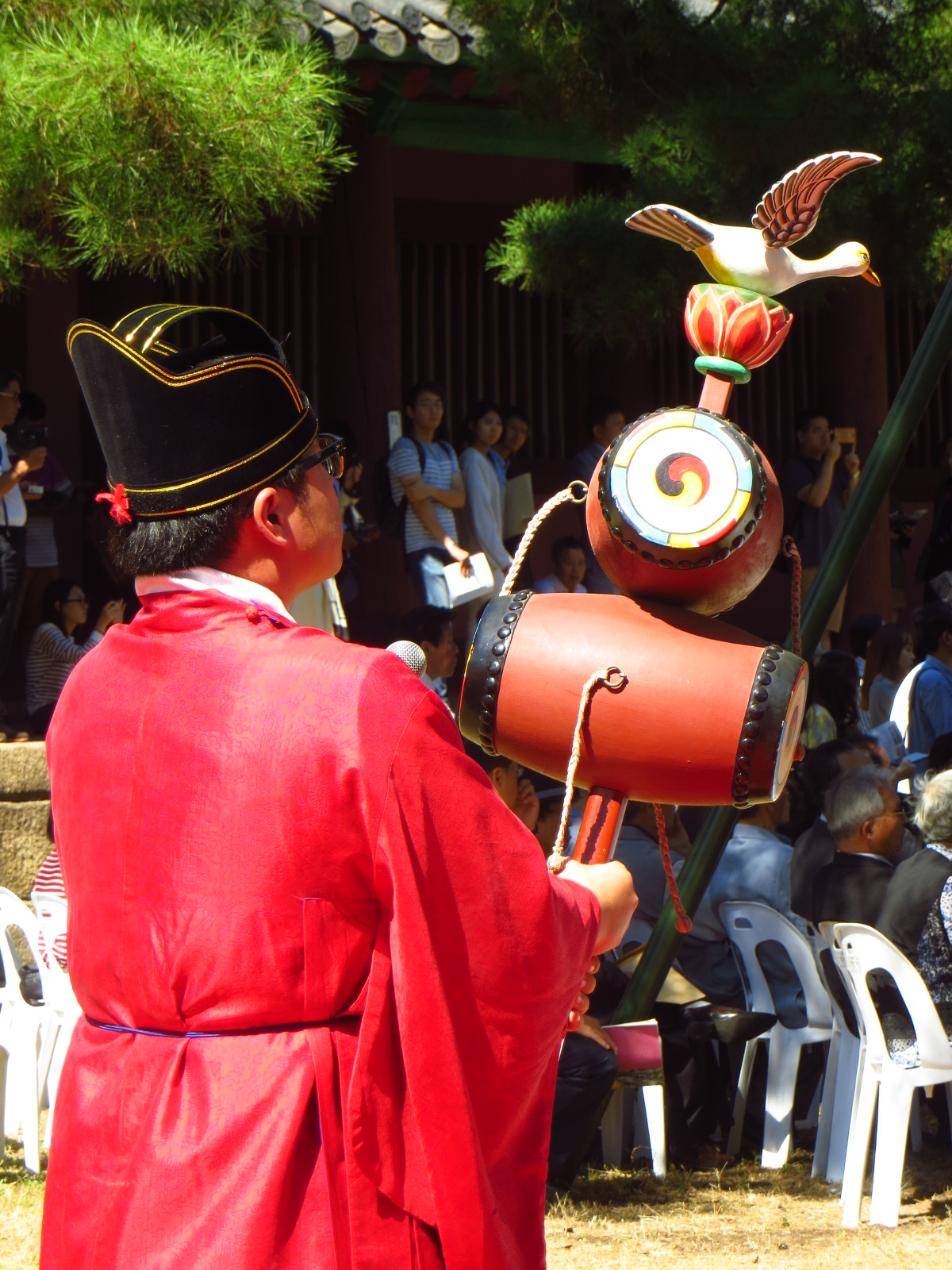
朝鮮のノド（路鼗）
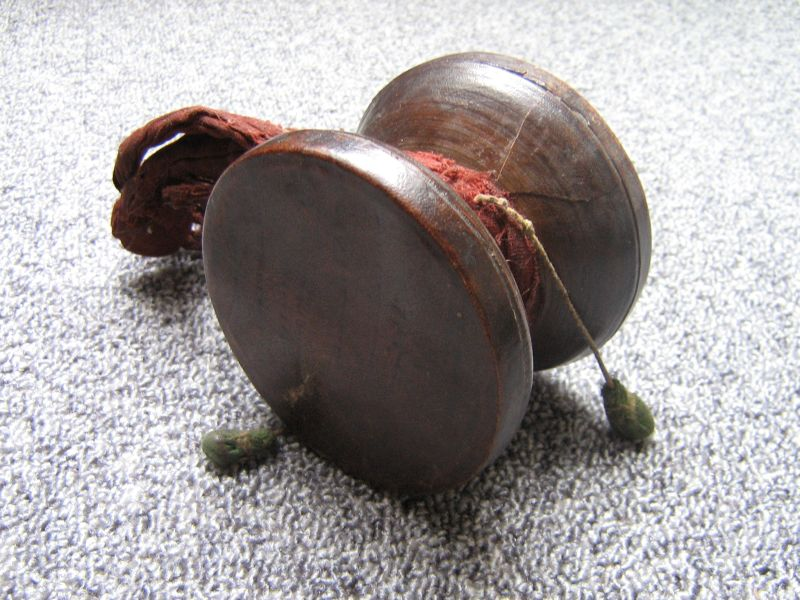
チベットのダマル
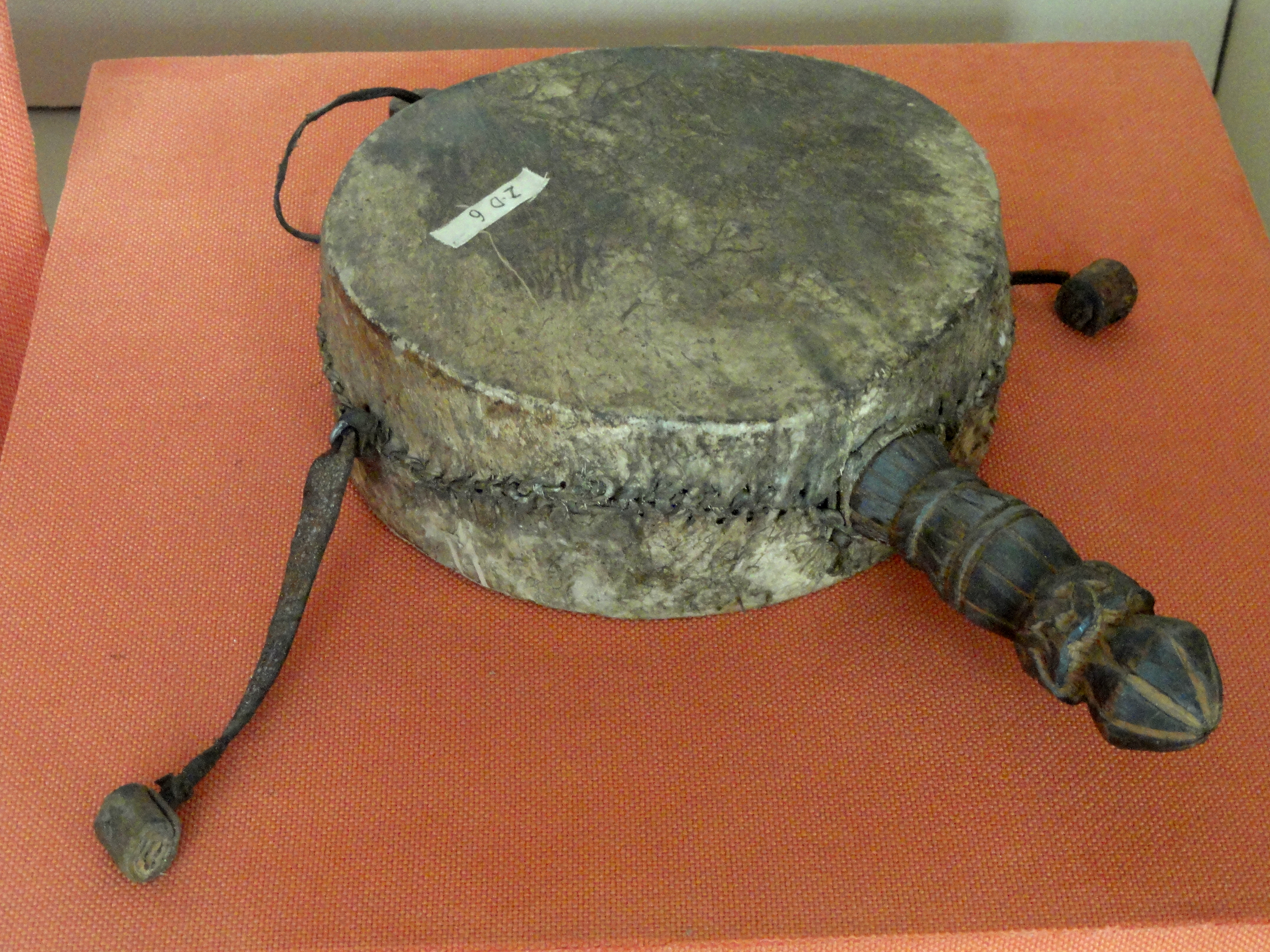
ナシ族の楽器